# Zecharja
Zecharja (hebrejsky זְכַרְיָה‎, v oficiálním přepisu do angličtiny Zekharya, přepisováno též Zekharia) je vesnice typu mošav v Izraeli, v Jeruzalémském distriktu, v Oblastní radě Mate Jehuda.

## Geografie
Leží v nadmořské výšce 265 metrů v zemědělsky využívané pahorkatině Šefela, nedaleko od západního okraje zalesněných svahů Judských hor, v údolí potoka Nachal ha-Ela.
Obec se nachází 31 kilometrů od břehu Středozemního moře, cca 44 kilometrů jihovýchodně od centra Tel Avivu, cca 28 kilometrů jihozápadně od historického jádra Jeruzalému a 5 kilometrů jihozápadně od Bejt Šemeš. Zecharji obývají Židé, přičemž osídlení v tomto regionu je etnicky převážně židovské.
Zecharja je na dopravní síť napojena pomocí dálnice číslo 38, ze které tu k západu odbočuje lokální silnice číslo 383.

## Dějiny
Zecharja byla založena v roce 1950. Novověké židovské osidlování tohoto regionu začalo po válce za nezávislost tedy po roce 1948, kdy Jeruzalémský koridor ovládla izraelská armáda a kdy došlo k vysídlení většiny zdejší arabské populace. Na místě současného mošavu se do roku 1948 rozkládala vesnice Zakarija, ve které podle tradice pobýval biblický prorok Zacharjáš. Římané ji nazývali Caper Zacharia. Od středověku šlo o arabské sídlo. Stála tu mešita. Roku 1931 žilo v arabské Zakariji 742 lidí v 189 domech. Izraelci byla Zakarija dobyta v říjnu 1948. Zástavba pak byla zčásti zbořena. Některé domy ale byly zachovány a posloužily pro ubytování židovských osadníků. Zbytek místní arabské populace byl 9. června 1950 vytlačen na příkaz Josefa Weitze z Židovského národního fondu.
Mošav byl zřízen 29. června 1950. Jeho zakladateli byla skupina Židů z Kurdistánu.

## Demografie
Podle údajů z roku 2014 tvořili naprostou většinu obyvatel v Zecharji Židé (včetně statistické kategorie "ostatní", která zahrnuje nearabské obyvatele židovského původu ale bez formální příslušnosti k židovskému náboženství).
Jde o menší obec vesnického typu s dlouhodobě rostoucí populací. K 31. prosinci 2014 zde žilo 1035 lidí. Během roku 2014 populace stoupla o 4,1 %.
| Rok            | 1961 | 1972 | 1983 | 1995 | 2001 | 2003 | 2004 | 2005 | 2006 | 2007 | 2008 | 2009 | 2010 | 2011 | 2012 | 2013 | 2014 |
| -------------- | ---- | ---- | ---- | ---- | ---- | ---- | ---- | ---- | ---- | ---- | ---- | ---- | ---- | ---- | ---- | ---- | ---- |
| Počet obyvatel | 420  | 592  | 476  | 484  | 622  | 677  | 669  | 678  | 715  | 746  | 844  | 875  | 918  | 915  | 935  | 994  | 1035 |